# تایه
تایه (به فرانسوی: Taillet) یک کمون در فرانسه با جمعیت ۸۳ نفر است که در Canton of Céret واقع شده‌است.